# 贡塘寺
贡塘寺，又译“公堂寺”，位于西藏自治区拉萨市城关区蔡公堂乡，是一座藏传佛教格鲁派寺院。
蔡巴寺、贡塘寺是原来的藏传佛教蔡巴噶举派（达布噶举派四大支系之一）的主寺。

## 历史
贡塘寺位于拉萨市驻地以东，拉萨河南岸的蔡公堂乡，位于蔡巴寺东南大约1公里处，距离拉萨市区11公里。蔡公堂乡便是因蔡巴寺和贡塘寺而得名。藏传佛教蔡巴噶举派创始人向·尊珠扎巴建立蔡巴寺之后，在其弟子的帮助下，在1187年（藏历第三绕迥之火羊年）创建贡塘寺。
1546年，贡塘寺失火，寺院全部焚毁，仅存弥勒殿、向·尊珠扎巴的灵塔及镀金白像。此后，经三年准备，于1549年起由扎西热坦、敦珠热旦、苏曲尼让增、达庚热布吉（七世达赖的亲戚）主持，在该寺原址重建了贡塘寺。如今的贡塘寺就是1549年重建后形成的。
14世纪中叶，蔡巴司徒·贡噶多吉（属于桑结欧珠的玄孙辈）任蔡巴万户长时，蔡巴噶举派已附属于蔡巴领主。
大慈法王释迦益西出生前后，帕木竹巴因为与雅桑巴冲突而引发争斗，萨迦本钦支持雅桑巴，蔡巴加盟该派，与绛曲坚赞为首的帕竹作战，后来被绛曲坚赞击败，封地尽被帕竹夺走，蔡巴作为地方势力自此衰落。贡噶多吉之子格雷桑波虽然仍受元朝朝廷的司徒封号，但徒有其表。明朝时，其后人也享有明朝封号。明成祖永乐十一年，“以擦巴头目巴儿藏卜继其兄葛谛藏卜，挫失吉继其父冷真监藏并管著烈思巴簇林监藏，俱为乌思藏都指挥使司佥事。”永乐朝之后，明史中未再见到有关蔡巴的记载。蔡巴噶举派也随蔡巴领主的失势而衰落。蔡巴寺、贡塘寺在元朝末年改为桑浦寺的属寺。后来格鲁派兴起，蔡巴寺、贡塘寺改宗格鲁派，蔡巴噶举派遂告绝传。
光绪三年正月十一日（1877年），摄政功德林活佛和佛师普觉，陪同八世班禅来到贡塘寺，为十三世达赖剃度出家，取法名“吉总·阿旺罗桑·图旦嘉措·晋美旺秀·却勒南巴加娃·白桑布”，简称图旦嘉措。
贡塘寺的“梅朵却巴”（鲜花供奉节）在每年藏历四月十五日举行。届时，次角林村宗赞拉康的僧人和村民将宗赞大神请进汽车，沿途接受村民朝拜、祈福，最后送至贡塘寺与贡塘拉姆女神相见。与女神同住一宿之后，藏历四月十六日，再将宗赞大神抬回次角林村过林卡，然后送回宗赞拉康，等来年再会。
2013年，贡塘寺负责人阿旺丹增称，这一活动原为取悦神，如今被俗人误解为神与神间的世俗情愫。他说，贡塘寺的“梅朵却巴”与拉萨大昭寺藏历一月十五日的“坚阿却巴”（酥油灯供奉节）、热振寺藏历四月十五日的“库优却巴”（杜鹃鸟供奉节），桑耶寺藏历六月十五日的“朵得却巴”（经藏会供节），史称“卫藏四大会供”。“梅朵却巴”活动期间，会举行羌姆表演（跳神）、藏戏表演等，以取悦神民。

## 建筑
贡塘寺的主体建筑是一座二层藏式建筑，以方石砌墙，顶上饰有金瑞、宝幢等物。
- 一层：设有门楼、措钦大殿、五个佛殿、两个护法神殿。[1]
  - 门楼：南北宽4.8米，东西长8.2米，有柱4根。大门高2.5米，宽2.8米，门楣上设有7个木雕卧狮。[1]
  - 措钦大殿：长21.1米，宽15.2米，面积322.24平方米，有长柱2根、短柱24根。殿内四壁绘有释迦牟尼、达赖、宗喀巴及弟子像的壁画。措钦大殿原来供奉有铜佛像。[1]
    - 佛殿、护法神殿：措钦大殿一层四周是佛殿和护法神殿。其中北面有一殿，西面、东面、南面各有两殿。[1]
      - 北面佛殿：长21.1米，宽8.6米，面积181.46平方米，有长柱4根、短柱8根。殿内供奉释迦牟尼泥塑像，高7.5米。殿内南侧还供奉无量寿佛、白度母、尊胜佛母等镀金铜像。
      - 西面北侧佛殿：长6.5米，宽8.7米，面积56.55平方米，有柱4根。殿内原来供奉贡塘寺的创建人向·尊珠扎巴的等身合金铜像、其弟子达玛宣奴的等身泥塑像、七世达赖（1708年－1757年）的等身镀金铜像、玛尔巴、米拉日巴等噶举派祖师及译师的塑像。
      - 西面南侧佛殿：长12.344米，宽10.15米，面积124.85平方米，有柱4根。殿内中间原来供奉无量寿佛镀金铜像，两侧供奉释迦牟尼、药师、先知王、宣法海、边善胜祥、纯金无垢、妙音王、妙相普宣吉祥的合金铜像，此外还有苏曲尼让增的银质灵塔，以及许多经书、经架等等。
      - 东面北侧佛殿：长16米，宽10.1米，面积161.6平方米，有柱20根。殿内原来供奉合金铜制成的向·尊珠扎巴的灵塔、镀金铜铸的降火白度母等身像、泥塑的阿底峡、仲敦巴、角布吉、欧勒白西热、仲敦解琼乃、帕塘巴桑克等像，此外还有米拉日巴的等身像，泥塑的雪山岩洞模型。
      - 南面东侧护法神殿：南面东侧有一座南北宽3.3米、东西长4.3米的护法神殿，供奉毗沙门天王等尊手持法器的泥塑像。
      - 东面南侧佛殿：长5.4米，宽3.25米，有柱8根，原来供奉如来佛、观世音菩萨、十六罗汉、胜乐金刚、密集金刚等泥塑像。
      - 南面西侧护法神殿：南面西侧有一座南北宽10米、东西长12.3米的单间护法神殿，供奉四臂依怙神、邬摩天女、吉祥天母等泥塑护法神像。[1]

    - 措钦大殿二层：主要设有谢热佛殿、度母佛殿、达赖卧室、历代活佛卧室。据说，这些佛殿原来供奉有许多佛像、壁画、唐卡、经书。[1]

贡塘寺北面原来有13座土筑石砌的大佛塔，据说是向·尊珠扎巴兴建。现在仅存一座，是当地信众朝拜之所。贡塘寺还有4座附属建筑，这些建筑兴起很晚，影响非常小：
- 省嘎扎仓：位于寺庙东南大约100米处。
- 曲迟：位于于寺庙西南大约50米处。
- 省堡：位于寺院以西40米处。[1]